# برزووا (ناحیه اوهرسکه هرادیشتی)
برزووا (به چکی: Březová) یک منطقهٔ مسکونی در جمهوری چک است که در ناحیه اوهرسکه هرادیشتی واقع شده‌است. برزووا ۱۳٫۷۷ کیلومتر مربع مساحت و ۱٬۰۸۵ نفر جمعیت دارد و ۴۳۳ متر بالاتر از سطح دریا واقع شده‌است.